# Vila Boim
Vila Boim é uma povoação portuguesa do Município de Elvas que foi sede da extinta Freguesia de Vila Boim, freguesia que tinha 25,5 km² de área e 1 224 habitantes (2011).
A Freguesia de Vila Boim foi agregada em 2013, no âmbito de uma reforma administrativa nacional, à Freguesia de Terrugem para formar uma nova freguesia denominada União das Freguesias de Terrugem e Vila Boim com a sede em Terrugem.

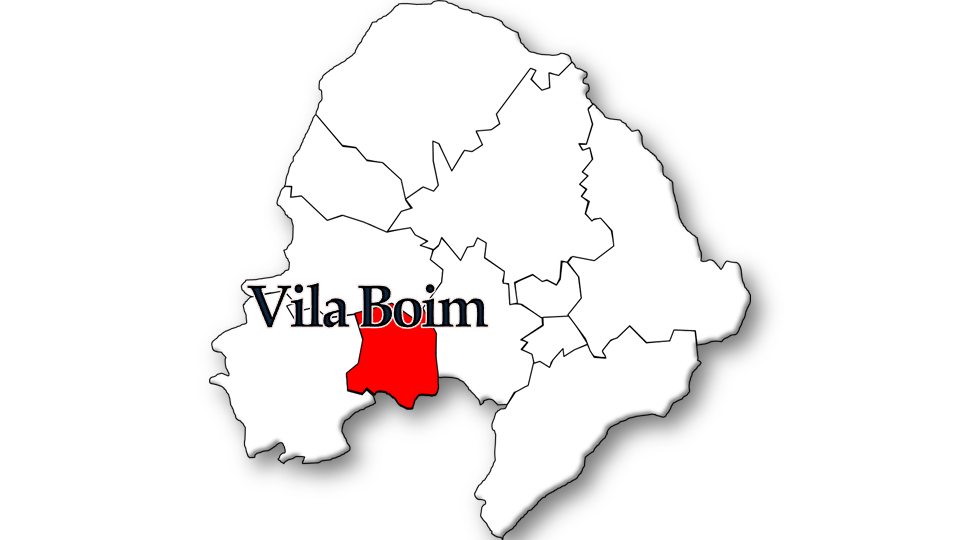
Localização no Município de Elvas

## População
Nota: Nos censos de 1890, 1900 e 2021 estava anexada à freguesia de Terrugem

## História
Vila Boim tem vestígios de povoamento desde a época pré-histórica como comprovam alguns dólmens descobertos na localidade. No século II a.C., os romanos chegaram a Vila Boim.
O início da história documentada de Vila Boim, dá-se com a chegada dos mouros, que a baptizaram de Moçarava. Em 1226 D. Sancho II expulsa os muçulmanos de Elvas e supõe-se que o mesmo tenha acontecido no mesmo ano em Vila Boim.
Já no reinado de D. Afonso III, Vila Boim foi doada a D. João de Aboim, deixando a designação de Moçarava, para adoptar numa primeira fase o nome de Vila Aboim e posteriormente o de Vila de Boim. Ao longo da segunda metade do século XII, D. João de Aboim foi adquirindo mais terras até que, em data incerta, quando Elvas delimitou por padrões as possessões senhoriais, surgiu o concelho de Vila Boim.
Desde 1305, o concelho de Vila Boim esteve na posse da coroa, até que em 23 de janeiro de 1374, D. Fernando extinguiu o concelho e o integrou no concelho de Elvas, para voltar a criá-lo a 14 de Julho do mesmo ano.
Em 1451, Fernando de Abreu vendeu Vila Boim a Fernando I de Bragança, fazendo Vila Boim parte do Ducado de Bragança até 1876. Em 1505 iniciou-se a construção do castelo, que foi destruído na Guerra da Restauração. A 1 de julho de 1518 D. Manuel concede um foral à vila.
Em 1836, aquando das reformas administrativas, o concelho de Vila Boim foi definitivamente extinto e integrado no concelho (atual município) de Elvas.

## Geografia
Vila Boim está integrada no Município de Elvas e está limitada a norte pela freguesia de Vila Fernando, a sul pelo Município de Vila Viçosa, a oeste pela freguesia de Terrugem e a leste pela freguesia de São Brás e São Lourenço. Dista 10 km de Elvas, 20 km de Espanha, 20 km de Vila Viçosa, 16 km de Borba e 228 km de Lisboa.

## Personalidades
- Visconde de Vila Boim
- Cláudio Ramos (apresentador de televisão, cronista social e escritor português)

## Actividades económicas
- Agricultura
- Comércio
- Produção de azeite, azeitona de mesa e pasta de azeitona
- Restauração
- Transporte de mercadorias
- Produção de enchidos de carne
- Pecuária
- Reparação automóvel

## Educação
Vila Boim conta com uma escola que vai do Jardim de Infância ao 3º Ciclo do Ensino Básico, a Escola Básica Integrada 1,2,3 com Jardim de Infância de Vila Boim abriu as suas portas em Dezembro de 1999. Foi uma escola construída para receber os alunos das freguesias rurais do concelho de Elvas uma vez que as escolas da cidade de Elvas estavam sobrelotadas.
A escola tem actualmente cerca de 300 alunos, não só residentes em Vila Boim, mas também das várias freguesias rurais do concelho de Elvas — São Vicente e Ventosa, Vila Fernando, Barbacena, Terrugem, São Brás e São Lourenço e Santa Eulália.
A escola já foi sede do Agrupamento de Escolas de Vila Boim entre 1999 e 2013, tendo este sido extinto e criado o Agrupamento de Escolas nº3 de Elvas, ficando a sede na Escola Secundária D. Sancho II em Elvas, o qual contabiliza um número total de cerca de 1200 alunos e do qual fazem parte as seguintes escolas:
- Escola Básica Integrada 1,2,3 com Jardim de Infância de Vila Boim (298 Alunos)
- Escola Secundária D. Sancho II de Elvas (700 alunos) (SEDE)
- Escola Básica do 1º Ciclo com Jardim de Infância de São Vicente (54 Alunos)
- Escola Básica do 1º Ciclo com Jardim de Infância de Terrugem (52 Alunos)
- Escola Básica do 1º Ciclo com Jardim de Infância de Santa Eulália (58 Alunos)
- Escola Básica do 1º Ciclo com Jardim de Infância de Vila Fernando (6 Alunos) (Em risco de Encerrar)
- Escola Básica do 1º Ciclo de Barbacena (14 Alunos) (Em risco de Encerrar)

## Cultura
A nível cultural conta com diferentes áreas.

### Património arquitectónico
Os principais monumentos antigos de Vila Boim — castelo, Paço dos Duques de Bragança e o pelourinho — já não existem, restando apenas a Igreja de São João Baptista, do século XVIII e a Igreja de São Francisco inaugurada em 1741.
- Castelo de Vila Boim
- Fonte da Madalena (Vila Boim)
- Igreja de São João Baptista (Vila Boim)
- Igreja de São Francisco (Vila Boim)
- Caminho do Calvário (Vila Boim)
- Coreto
- Fonte das Bicas (Vila Boim)
- Fonte de Moçárava, conhecida actualmente por Fonte do Castelo (Vila Boim)
- Fonte do Regato das Pias (Vila Boim)
- Fonte do Viveiro (Vila Boim)
- Lavadouro público da freguesia (Vila Boim)

### Gastronomia
- Ensopado de Borrego
- Assado de Borrego
- Açorda (diversas)
- Sopas de Tomate
- Sopas de Cachola
- Gaspacho
- Sopa da Panela
- Sopa Gata
- Filhós com vinho
- Anéis Melados
- Migas com entregosto/com café
- Tibornas
- Cozido de grãos
- Segredos de porco prêto
- Cozido de ervilhas com chouriço
- Feijão com cabeça de porco
- Bacalhau dourado/assado
- Carne de porco à alentejana
- Cozido à portuguesa
- Sopas de cação
- Coelho frito/no forno

### Associações culturais e desportivas
- * Liga Regional Os Unidos de Vila Boim
- Grupo Desportivo de Vila Boim "Os Veteranos"
- Associação Cultural e Musical "Terra d'Aboim"
- Associação de Assistência de Vila Boim
- Associação de Caçadores e Pescadores de Vila Boim
- Associação Nova Geração De Vila Boim
- Associação dos Romeiros de Vila Boim

### Artesanato
- Miniaturas de objectos agrícolas típicos
- Cadeiras com tampo em buinho
- Tarros de cortiça

### Festas e feiras
- Procissão dos Passos (Domingo de Ramos, antes da Páscoa)
- Festa do Ganhão (na última semana do mês de Abril)
- Festa de Nossa Senhora dos Remédios (último fim de semana de Julho)
- Feira de Maio (segundo Domingo de Maio)
- Semana da Juventude (Julho)
- Cantar das Janeiras (Janeiro)

### Música Tradicional e Popular Portuguesa
A nível cultural conta com um grupo de música tradicional e popular portuguesa, cujo nome é " XUMbO TORtO", grupo esse que pertence à Associação Cultural e Musical "Terras d'Aboim". É um grupo muito apreciado na região devido à grande animação gerada nas suas atuações. Faz actuações a nível nacional em festas e romarias e também de âmbito mais restrito. Já fez actuações na Casa do Alentejo em Lisboa.

### Artes
- Vicente Besugo (Pintor, 18-02-1931 - 20-07-1980)[5][6]
- Nuno Ezequiel (Artista plástico)[7]
- Sofia Cachapa (Artista multidisciplinar)[8]

### Literatura
- João Orlando Travanca Rêgo (poeta e ensaísta)[9]
- Carmen Ezequiel (escritora, poetisa, cronistas, humanista e ativista cultural)[10]
- Cláudio Ramos [11]

### Livros
- Vila Boim de Rui Jesuíno[12]

### Produtos Tradicionais Regionais
- Azeite Terras D'Aboim [13]